# Flugplatz Ober-Mörlen
Ober-Mörlen flygplats (ICAO: EDFP) (tyska: Flugplatz Ober-Mörlen) är en Sonderlandeplatz  utanför staden Bad Nauheim. 
Flygplatsen ligger 2 kilometer väster om Bad Nauheims stadscentrum.
Flygplatsen ägs och sköts av Aeroclub Bad Nauheim e. V.
Flygplatsen invigdes 1974. 
Idag har flygplatsen en startbana.